# أجسام مضادة للغدة الدرقية

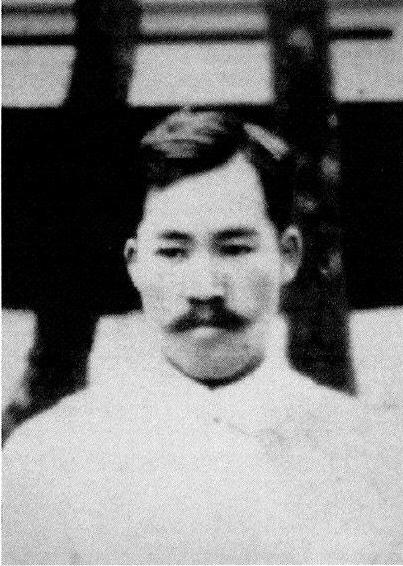

 الأجسام المضادة للغدة الدرقية أو الأجسام المضادة الذاتية للغدة الدرقية (بالإنجليزية:  Antithyroid autoantibodies)‏ هي أجسام مضادة ذاتية تستهدف مكون واحد أو أكثر من مكونات الغدة الدرقية. إن أكثر الأجسام المضادة للغدة الدرقية أهمية سريريًا هي الأجسام المضادة لبيروكسيداز الدرق (TPOAb) والأجسام المضادة لمستقبلات الموجهة الدرقية (TRAb) والأجسام المضادة للغلُوبولينِ الدَّرَقِيّ (TgAb). تنقسم الأجسام المضادة لمستقبلات الموجهة الدرقية (TRAb) إلى الأجسام المضادة المنشطة والحاصرة والمحايدة اعتماداً على تأثيرها على مستقبلات الهرمون منبه الدرقية وتعتبر الأجسام المضادة لناقل صوديوم/يود أحدث الأضداد اكتشافاً وما تزال أهميتها السريرية غير معروفة. يرتبط داء غريفز والتهاب الغدة الدرقية لهاشيموتو عادةً بوجود الأجسام المضادة للدرق. عادة ترتبط الأجسام المضادة لبيروكسيداز الدرق بالتهاب الغدة الدرقية لهاشيموتو بينما ترتبط الأجسام المضادة لمستقبلات الموجهة الدرقية (الأضداد المنشطة منها) عادةً بداء جريفز. كانت أضداد الجسيمات الدرقية الصغيرة عبارة عن مجموعة من الأجسام المضادة للدرق، وقد أعيدت تسميتها بعد تحديد مستضدها المستهدف (TPO).

## الأنواع الفرعية
يمكن تقسيم الأجسام المضادة للغدة الدرقية إلى مجموعات وفقًا للمستضد المستهدف من قِبلها وهي كالتالي:

### الأجسام المضادة لبيروكسيداز الدرق (TPOAb)
تعد الأجسام المضادة لبيروكسيداز الدرق  خاصة بالمستضد الذاتي TPO، وهو بروتين سكري وزنه 105 كيلو دالتون ويحفز أكسدة اليود وتفاعلات يودنة ثيروغلوبيولين تيروزيل في الغدة الدرقية. على الرغم من أن الأجسام المضادة للحلقات الخطية قد شوهدت إلا أنه يتم توجيه معظم الأجسام المضادة المنتجة إلى الحاتمة الهيئية للمنطقة الطرفية للكربوكسيل المناعي لبروتين بيروكسيداز في الغدة الدرقية. الأجسام المضادة لبيروكسيداز الدرق هي أكثر الأجسام المضادة الذاتية للغدة الدرقية شيوعاً، وهي موجودة في حوالي 90% من مرضى التهاب الغدة الدرقية لهاشيموتو، وفي 75% من مرضى داء غريفز و10-20% من المصابين بالدراق العقيدي أو سرطان الغدة الدرقية. أيضًا، يمكن أن يكون لدى 10-15% من الأفراد الأصحاء مستويات عالية من الأجسام المضادة لبيروكسيداز الدرق. عُثر على مستويات عالية من الأجسام المضادة في المرحلة الفعالة من التهاب الغدة الدرقية المناعي الذاتي المزمن. وبالتالي يمكن استخدام مستويات الأجسام المضادة لتقييم فعالية المرض في المرضى الذين طوروا مثل هذه الأجسام المضادة. تُنتَج غالبية الأجسام المضادة لبيروكسيداز الدرق بواسطة الخلايا اللمفاوية المرتشحة في الدرق مع مساهمة طفيفة من العقد اللمفاوية ونقي العظام. تسبب تلف خلايا الغدة الدرقية من خلال تنشيط المتممة والتسمم الخلوي المعتمد على الأضداد. ومع ذلك، لا يُعتقد أن الأجسام المضادة لبيروكسيداز الدرق تسهم في تدمير الغدة الدرقية.

### الأجسام المضادة لمستقبلات الموجهة الدرقية (TSHRAb)
يعتبر مستقبل الهرمون المنبه للدرقية (مستقبل TSH) هو المستضد للأجسام المضادة لمستقبلات الموجهة الدرقية. وهو أحد أنوع المستقبلات المقترنة بالبروتين (ج) ويشارك في إشارات الهرمونات الدرقية. تصنف الأجسام المضادة لمستقبلات الموجهة الدرقية اعتماداً على تأثيرها على المستقبل إلى أضداد مُنشطَة (مرتبطة مع فرط نشاط الدرق) وأضداد حاصرة (مرتبطة مع التهاب الدرق) وأضداد محايدة (لا تؤثر على المستقبل). ترتبط عادةً الأضداد المنشطة والحاصرة مع الحاتمة الهيئية بينما ترتبط الأضداد المحايدة مع الحاتمة الخطية. إن ارتباط الأجسام المضادة بالنهاية الأمينية لمستقبلات الموجهة الدرقية يُظهر نشاطاً محرضاً في حين أن الارتباط بالبقايا 261-370 أو 388-403 يحصر النشاط. توجد الأجسام المضادة لمستقبلات الموجهة الدرقية في 70-100% من مرضى داء غريفز (85-100% أضداد منشطة و75-96% أضداد حاصرة) و1-2% من الأفراد الأصحاء.

#### الأجسام المضادة لمستقبلات موجهة الدرقية "المنشطة"
وهي من مميزات داء غريفز (فرط نشاط درق مناعي ذاتي). تقاس الأجسام المضادة لبيروكسيداز الدرق بشكل أسهل من الأجسام المضادة لمستقبلات موجهة الدرقية، لذا أحياناً تستخدم كبديل لتشخيص داء غريفز. تقوم هذه الأجسام المضادة بتنشيط مُحَلِّقَةُ الأَدينيلاَت من خلال الارتباط بمستقبلات الهرمون المنبه للدرقية. مما يؤدي لإنتاج الهرمونات الدرقية والنمو اللاحق وتكوُّن الأوعية في الغدة الدرقية. تفيد الأجسام المضادة لمستقبلات موجهة الدرقية في تشخيص الاعتلال العيني لغريفز. فعلى الرغم من أن الآلية الدقيقة لكيفية تحفيز الأضداد لاعتلال العين لغريفز غير معروفة إلا أنه من المحتمل أن ترتبط الأجسام المضادة بمستقبلات الهرمون المنبه للدرقية في الأنسجة خلف المقلة مسببةً ارتشاح الخلايا اللمفاوية. تؤدي هذه الاستجابة الالتهابية إلى إنتاج السيتوكين الذي يحرض الأرومات الليفية على إنتاج الغليكوز أمينوغليكان، مما يؤدي إلى اعتلال العين.

#### الأجسام المضادة لمستقبلات الموجهة الدرقية "الحاصرة"
تُعرف أيضاً بالغلوبولينات المناعية المثبطة المرتبطة بموجهات الدرقية (thyrotropin binding inhibitory immunoglobulins (TBII))، وتقوم تنافسياً بمنع نشاط الهرمون المنبه للدرقية على مستقبلاته. مما يمكن أن يسبب قصور الغدة الدرقية عن طريق إنقاص التأثيرات المنبهة الدرقية للهرمون المنبه للدرقية. وجدت هذه الأجسام المضادة الحاصرة في التهاب الدرق لهاشيموتو وداء غريفز وقد تسبب تأرجح في وظيفة الغدة الدرقية في داء غريفز. أثناء علاج داء غريفز قد تصبح الأضداد الحاصرة هي الأجسام المضادة السائدة، وهذا يمكن أن يسبب قصور الغدة الدرقية.

#### الأجسام المضادة لمستقبلات الموجهة الدرقية "المحايدة"
تبقى الأهمية السريرية والفيزيولوجية للأجسام المضادة المحايدة غير واضحة. ومع ذلك فقد تشارك في إطالة عمر النصف لمستقبلات الهرمون المنبه للدرقية.

### الأجسام المضادة للغلوبيولين الدرقي (TgAb)
وهي أضداد موجهة خاصة تجاه الغلوبيولين الدرقي، وهو عبارة عن بروتين مطرسي بوزن 660 كيلو دالتون ويشارك في عملية إنتاج الهرمون الدرقية. عثر على هذه الأجسام المضادة في 70% من مرضى التهاب الغدة الدرقية لهاشيموتو و60% من مرضى قصور الغدة الدرقية مجهول السبب و30% من مرضى داء غريفز ونسبة صغيرة من مرضى سرطان الغدة الدرقية و3% من الأفراد الأصحاء. توجد الأجسام المضادة لبيروكسيداز الدرق في 99% من الحالات التي توجد فيها الأجسام المضادة للغلوبولين الدرقي، ولكن تكون الأجسام المضادة للغلوبولين الدرقي إيجابية في 35% فقط من الحالات التي توجد فيها الأجسام المضادة لبيروكسيداز الدرق.

### الأجسام المضادة لناقل صوديوم/يود (anti-NIS Ab)
تعتبر الأجسام المضادة لناقل صوديوم/يود أحدث الأجسام المضادة للغدة الدرقية اكتشافاً، وما زال دورها في أمراض الدرق غير معروف. توجد في حوالي 20% من مرضى داء غريفز و24% من مرضى التهاب الغدة الدرقية لهاشيموتو.

## الآلية الإمراضية
من المعتقد أن إنتاج الأجسام المضادة في داء غريفز يحدث عبر تنشيط خلايا تي المساعدة (CD4+)، يليها وصول الخلايا البائية (B) في الغدة الدرقية. حيث تنتج الخلايا البائية أضداد خاصة بمستضدات درقية. في التهاب الغدة الدرقية لهاشيموتو، تنتج الخلايا التائية المنشَّطَة إنترفيرون غاما، مما يجعل الخلايا الدرقية تظهر معقد التوافق النسيجي الكبير الفئة الثانية. وهذا يزيد مخزون الخلايا التائية ذاتية التفعيل ويطيل الاستجابة الالتهابية.
في حين أن الأجسام المضادة للغدة الدرقية تستخدم لتتبع وجود التهاب الغدة الدرقية المناعي الذاتي، إلا أنها لا تعتبر عموماً مساهمة بشكل مباشرة في تدمير الغدة الدرقية.

## تأثير الأجسام المضادة للغدة الدرقية على الخصوبة
يرتبط وجود الأجسام المضادة للغدة الدرقية بزيادة خطر ضعف الخصوبة غير المفسر (نسبة الأرجحية 1.5 ومجال الثقة 95% من 1.1 إلى 2.0)، والإجهاض (نسبة الأرجحية 3.73 ومجال الثقة 95% 1.8-7.6)، والإجهاض المتكرر (نسبة الأرجحية المتكررة 2.3، مجال الثقة 95% 1.5-3.5)، الولادة المبكرة (نسبة الأرجحية 1.9، مجال الثقة 95% 1.1-3.5) والتهاب الغدة الدرقية بعد الولادة لدى الأم (نسبة الأرجحية 11.5، مجال الثقة 95% 5.6-24).

## تاريخياً
في عام 1912، وصف هاكارو هاشيموتو قصور الغدة الدرقية والدراق المرتبط بالارتشاح اللمفاوي في الغدة الدرقية. في عام 1956 اُكتشفت الأجسام المضادة للغلوبيولين الدرقي في حالات مماثلة، مما يوضح السبب المناعي الذاتي لهذه الخصائص. وفي وقت لاحق من نفس العام اكتشفت الأجسام المضادة المنشطة لمستقبلات الموجهة الدرقية. في عام 1964 اكتشفت أضداد الجسيمات الدرقية الصغيرة، والتي أعيدت تسميتها لاحقاً بالأجسام المضادة لبيروكسيداز الدرق بسبب تحديد مستضدها الذاتي.